# Żleb pod Groniem

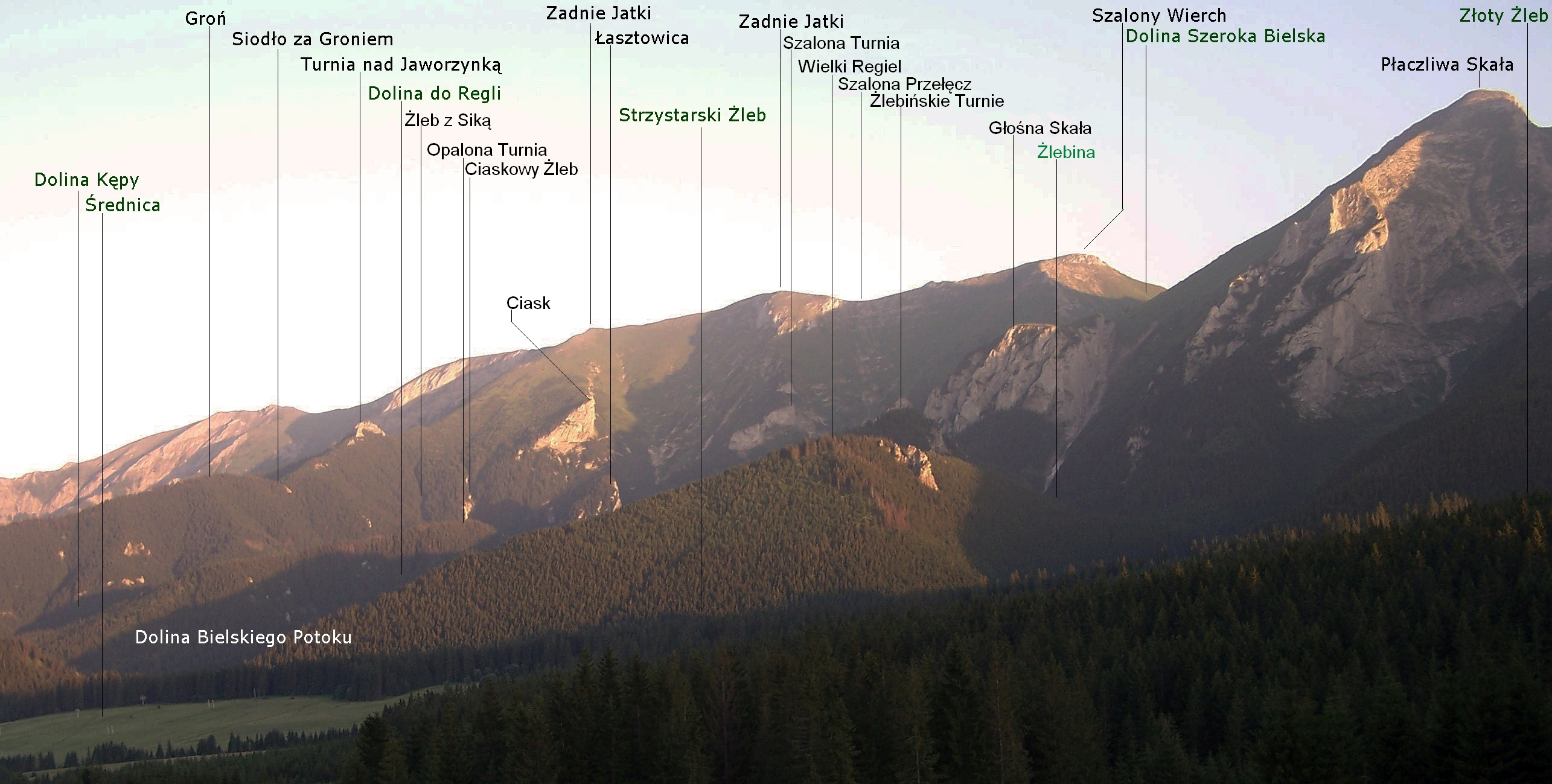
Żleb widoczny po lewej stronie napisu Dolina Kępy

Żleb pod Groniem (niem. Kempental, słow.  Žľab pod Veľkým grúňom, węg. Lejtős-vályú) – żleb w Dolinie Kępy w słowackich Tatrach Bielskich w masywie Gronia (ok. 1470 m). Północny grzbiet tego wzniesienia na wysokości około 1340 m rozgałęzia się na dwa ramiona: północne i północno-wschodnie. Znajdująca się między nimi szeroka depresja depresja opada w kierunku północnym, pogłębia się i przechodzi w Żleb pod Groniem. Żleb ten uchodzi do najniższej części Doliny Kępy, kilkaset metrów od jej wylotu do Doliny Mąkowej.
Autorem nazwy żlebu jest Władysław Cywiński.